# Kronika Stanisławowska
Kronika Stanisławowska – czasopismo wydawane w latach 1885–1886 w Stanisławowie przez Alojzego Milerowicza.

## Historia
Numer okazowy pisma ukazał się 27 września, a pierwszy numer 1 października 1885 roku. Drukowano go w drukarni Jana Dankiewicza w Stanisławowie. Pismo zostało zamknięte po 23 maja 1886 roku.